# Dendromonocotyle octodiscus
Dendromonocotyle octodiscus är en plattmaskart. Dendromonocotyle octodiscus ingår i släktet Dendromonocotyle och familjen Monocotylidae. Inga underarter finns listade i Catalogue of Life.